# Xavier Pascual Fuertes
Xavier Pascual i Fuertes (* 8. März 1968 in Barcelona) ist ein spanischer Handballtrainer und ehemaliger Handballspieler.

## Karriere
als Spieler
Der Handballtorwart begann seine Laufbahn in der Jugendabteilung des FC Barcelona. In der Saison 1986/87 debütierte er in der Liga ASOBAL. Nach zwei Jahren bei BM Palautordera kehrte er als dritter Torhüter zurück und gewann mehrere Titel, darunter den Europapokal der Landesmeister 1990/91. Bei seinen weiteren Stationen blieb er weitgehend erfolglos. Mit Octavio Pilotes Posada gelang ihm 2002/03 der Aufstieg aus der zweiten Liga in die Liga ASOBAL. 2005 beendete er seine Spielerkarriere.
als Trainer
Nach dem Ende seiner aktiven Karriere wurde er 2005 bei Barca Torwarttrainer. Ein Jahr darauf übernahm er auch den Posten des Jugendkoordinators. 2008 wurde er unter Manolo Cadenas Assistenztrainer, ehe er im Februar 2009 nach dessen Rauswurf zum Cheftrainer befördert wurde. Seitdem gewann er alle spanischen Titel sowie die EHF Champions League und den Super Globe. Ab Juni 2016 bis zum Juni 2018 trainierte er zusätzlich die rumänische Nationalmannschaft. Nach der Saison 2020/21 beendete er seine Tätigkeit beim FC Barcelona. Im Sommer 2021 übernahm er den rumänischen Erstligisten CS Dinamo Bukarest sowie erneut die rumänische Nationalmannschaft. Mit der rumänischen Auswahl belegte er den 22. Rang bei der Europameisterschaft 2024, anschließend legte er den Trainerposten dort nieder. 2024 wechselt er von Bukarest nach Ungarn zu KC Veszprém. Im Juni 2025 übernahm er zusätzlich das Training der ägyptischen Männer-Nationalmannschaft.

## Erfolge
als Spieler
- Liga ASOBAL: 1990 und 1991
- Copa del Rey de Balonmano: 1990
- Supercopa Asobal: 1989 und 1990
- Katalanische Liga: 1987 und 1991
- Europapokal der Landesmeister: 1990/91

als Cheftrainer
- Liga ASOBAL: 2011, 2012, 2013, 2014, 2015, 2016, 2017, 2018, 2019, 2020 und 2021
- Copa del Rey: 2009, 2010, 2014, 2015, 2016, 2017, 2018, 2019, 2020 und 2021
- Copa ASOBAL: 2010, 2012, 2013 und 2014
- Supercopa Asobal: 2010, 2013 und 2014
- Pyrenäen-Liga: 2009/10 und 2010/11
- EHF-Champions-League-Sieger: 2010/11, 2014/15 und 2020/21
- EHF-Champions-League-Finalist: 2009/10, 2012/13 und 2019/20
- Super Globe: 2013 und 2024
- rumänischer Meister: 2022, 2023
- rumänischer Pokal: 2022, 2024
- rumänischer Superpokal: 2022
- ungarischer Meister: 2025

## Sonstiges
Sein Sohn Àlex Pascual spielt ebenfalls Handball.